# بی‌ای‌ئی سیستمز تمپست
بی‌ای‌ئی سیستمز تمپست (انگلیسی: BAE Systems Tempest) یک پروژه برای ساخت جنگنده نسل ششم تک‌سرنشین دوموتوره است که برای نیروی هوایی بریتانیا، ایتالیا و سوئد پیشنهاد شده‌است. این جنگنده که قرار است بسیار پیشرفته باشد محصول مشترک وزارت دفاع بریتانیا، بی‌ای‌ئی سیستمز، رولز-رویس هلدینگ، لئوناردو اس.پی.ای.، ام‌بی‌دی‌ای و گروه ساب است و قرار است یوروفایتر تایفون و ساب ۳۹ گریپن را بازنشسته کند. هزینه فاز اول این پروژه ۲ میلیارد دلار برآورد شد و در سال ۲۰۲۵ توسط بریتانیا تأمین خواهد شد. تمپست دارای جنگ‌افزار انرژی هدایت‌شده خواهد بود توانایی کنترل پهپادها را نیز خواهد داشت. همچنین دارای هدست مجازی، موتور سیکل متغیر، نمایشگر بر روی کلاه‌خود نیز هست. این جنگنده در حدود سال ۲۰۳۵ معرفی خواهد شد.